# Старый Роховец
Старый Роховец — деревня в Монастырщинском районе Смоленской области России. Входит в состав Любавичского сельского поселения. Население — 5 жителей (2007 год). 
Расположена в западной части области в 6 км к юго-западу от Монастырщины, в 42 км западнее автодороги А141 Орёл — Витебск. В 49 км восточнее деревни расположена железнодорожная станция Васьково на линии Смоленск — Рославль. 

## История
В годы Великой Отечественной войны деревня была оккупирована гитлеровскими войсками в июле 1941 года, освобождена в сентябре 1943 года.